# Grom (jeu vidéo)
Pour les articles homonymes, voir Grom.
Grom (Grom: Terror in Tibet en Amérique du Nord) est un jeu vidéo de type action-RPG développé par Rebelmind et édité par cdv Software Entertainment, sorti en 2003 sur Windows.

## Accueil
- Jeux vidéo Magazine : 9/20[1]
- Jeuxvideo.com : 7/20[2]